# Филатов, Виктор Иванович
Ви́ктор Ива́нович Фила́тов (род. 25 сентября 1935, Магнитогорск — 29 мая 2019, Сербия) — российский политический и общественный деятель, журналист, редактор; военный историк, публицист, генерал-майор.

## Биография
Родился 25 сентября 1935 года в Магнитогорске Челябинской области в семье рабочих. Член КПСС. В Вооружённых силах с 1955 года.
Окончил Военно-морское политическое училище (1959) и факультет журналистики Киевского государственного университета (КГУ) им. Т. Г. Шевченко (1966).
Проходил службу в редакции газеты Киевского военного округа «Ленинское знамя», затем в «Красной звезде» (старший литературный сотрудник, спецкорреспондент, заместитель редактора отдела, редактор отдела очерка и публицистики). За 13 лет работы спецкором побывал в районах боевых действий во Вьетнаме, Никарагуа, Лаосе, Ираке, Югославии, Корее, на Кубе и в Афганистане. Сделал ряд репортажей из района аварии на Чернобыльской АЭС.
В 1988—1991 годах был главным редактором «Военно-исторического журнала». Приказом министра обороны Е. И. Шапошникова уволен из рядов Вооружённых сил.
В 1991—1992 годах — редактор еженедельной газеты внутренних войск «Ситуация», приложение к журналу внутренних войск МВД РФ «На боевом посту».
С 1992 года — член Русской партии В. И. Корчагина. При расколе партии остался в Русской партии России (РПР) Корчагина. В 1992—1993 годах был главным редактором печатного органа Русской партии — газеты «Русские ведомости». Постепенно отошёл от РПР. С 1992 года вёл рубрику «Колонка генерала» в газете «День» («Завтра»). Был кандидатом в мэры Москвы на несостоявшихся выборах в 1993 году. В предвыборной программе Филатов заявлял: «В Москве нужно навести порядок, и сделать это смогут только военные», предлагал жителям Москвы вступать в рабочие отряды, которые «очистят Москву от разношерстной от кавказской до американской и японской мафии, наведут порядок в торговле и на транспорте, а также выметут из высших эшелонов власти всех злостных взяточников».
В 1990-е годы был руководителем информационной службы Росинформбюро, созданной на Съезде народных депутатов депутатской фракцией «Россия» и Российским общенародным союзом (РОС). В 1995 году возглавил пресс-службу фракции ЛДПР в Государственной Думе, однако в Думу по спискам ЛДПР не прошёл. Член редколлегии журнала «Молодая гвардия».
С 2003 года редактировал собственный сайт «Клич генерала Филатова» (klich.ru).
Академик Русской Академии наук, искусств и культуры. Был женат, есть дочь.
Умер 29 мая 2019 года в Сербии.

## Взгляды
Конспирология, антисемитизм, теория «еврейского заговора». Считал, что раввины скрывают правду о своих контактах с инопланетянами. Выдвигал версию, что генерал Власов на самом деле был не предателем, а советским агентом.

## Основные работы
- Власовщина. РОА: белые пятна. — М.: Эксмо, Алгоритм, 2005. — ISBN 5-699-09085-1.
- Война: сводки с фронтов иудейской империи. — М.: Алгоритм, 2006. — ISBN 5-9265-0204-7.
- Новые иудейские войны. — М.: Алгоритм, 2007. — ISBN 978-5-9265-0321-7.
- Коды Торы. — М.: Алгоритм, 2007.